# Saltos ornamentais no Campeonato Mundial de Esportes Aquáticos de 2023 - Trampolim 3 m sincronizado feminino

A competição de saltos ornamentais na categoria trampolim 3 m sincronizado feminino no Campeonato Mundial de Esportes Aquáticos de 2023 fora realizada nos dias 17 de julho de 2023 no Fukuoka Prefectural Pool em Fukuoka, no Japão. Ao todo, 18 Comitês Olímpicos Nacionais compostos por duplas, totalizando 36 atletas participaram do evento.

## Cronograma
Todos os horários estão na Hora Legal Japonesa (UTC+09).
| Data        | Hora  | Evento       |
| ----------- | ----- | ------------ |
| 17 de julho | 09:00 | Eliminatória |
| 17 de julho | 15:30 | Final        |

## Formato da competição
A competição consiste em duas rodadas: eliminatória e final. As 12 duplas com melhor pontuação avançam à final, e aquela com melhor pontuação garante a medalha de ouro. 

## Medalhistas
| Ouro                            | Prata                                             | Bronze                                      |
| China · Chang Yani · Chen Yiwen | Reino Unido · Yasmin Harper · Scarlett Mew Jensen | Itália · Elena Bertocchi · Chiara Pellacani |

## Resultados
| Pos.              | CON            | Saltadoras                           | Eliminatória | Eliminatória | Final         | Final         |
| Pos.              | CON            | Saltadoras                           | Pontos       | Pos.         | Pontos        | Pos.          |
| ----------------- | -------------- | ------------------------------------ | ------------ | ------------ | ------------- | ------------- |
| Medalha de ouro   | China          | Chang Yani Chen Yiwen                | 327.42       | 1            | 341.94        | 1             |
| Medalha de prata  | Reino Unido    | Yasmin Harper Scarlett Mew Jensen    | 294.72       | 3            | 296.58        | 2             |
| Medalha de bronze | Itália         | Elena Bertocchi Chiara Pellacani     | 277.41       | 6            | 285.99        | 3             |
| 4                 | Estados Unidos | Sarah Bacon Kassidy Cook             | 307.29       | 2            | 285.39        | 4             |
| 5                 | Canadá         | Mia Vallée Pamela Ware               | 275.73       | 7            | 284.22        | 5             |
| 6                 | Austrália      | Brittany O'Brien Georgia Sheehan     | 275.40       | 8            | 279.60        | 6             |
| 7                 | México         | Arantxa Chávez Paola Pineda          | 282.30       | 4            | 274.50        | 7             |
| 8                 | Malásia        | Ng Yan Yee Nur Dhabitah Sabri        | 278.43       | 5            | 272.94        | 8             |
| 9                 | Alemanha       | Lena Hentschel Jana Rother           | 261.60       | 9            | 272.67        | 9             |
| 10                | Países Baixos  | Inge Janssen Celine van Duijn        | 259.80       | 10           | 264.00        | 10            |
| 11                | Suécia         | Emilia Nilsson Garip Elna Widerström | 257.82       | 11           | 258.90        | 11            |
| 12                | Coreia do Sul  | Kim Su-ji Park Ha-reum               | 255.84       | 12           | 194.04        | 12            |
| 13                | Brasil         | Luana Lira Anna Santos               | 240.00       | 13           | Não avançaram | Não avançaram |
| 14                | França         | Jade Gillet Naïs Gillet              | 235.44       | 14           | Não avançaram | Não avançaram |
| 15                | Cuba           | Anisley García Prisis Ruiz           | 232.80       | 15           | Não avançaram | Não avançaram |
| 16                | Nova Zelândia  | Elizabeth Roussel Maggie Squire      | 230.40       | 16           | Não avançaram | Não avançaram |
| 17                | África do Sul  | Bailey Heydra Zalika Methula         | 220.14       | 17           | Não avançaram | Não avançaram |
| 18                | Macau          | Choi Sut Kuan Zhao Hang U            | 181.95       | 18           | Não avançaram | Não avançaram |

## Qualificação aos Jogos Olímpicos de Verão de 2024
Este evento do Campeonato Mundial serviu como evento de qualificação direta ao programa de saltos ornamentais nos Jogos Olímpicos de 2024. As três primeiras equipes receberam vagas ao evento de trampolim 3 m sincronizado feminino em Paris.
| Evento qualificatório               | CONs qualificados      |
| ----------------------------------- | ---------------------- |
| Trampolim 3 m sincronizado feminino | China (CHN)            |
| Trampolim 3 m sincronizado feminino | Reino Unido            |
| Trampolim 3 m sincronizado feminino | Itália                 |
| Total                               | 3 vagas (6 saltadoras) |